# Pěnkavák sněžný
Pěnkavák sněžný (Montifringilla nivalis) je středně velký vysokohorský druh pěvce z čeledi vrabcovitých. 

## Popis
Na první pohled je šedohnědý (s šedou hlavou a hnědým hřbetem), s velkým bílým polem v černých křídlech. Spodina je bílá, jen hrdlo černé. Ocas je bílý s úzkým černým pruhem uprostřed. Samec a samice jsou stejně zbarveni. 

## Výskyt

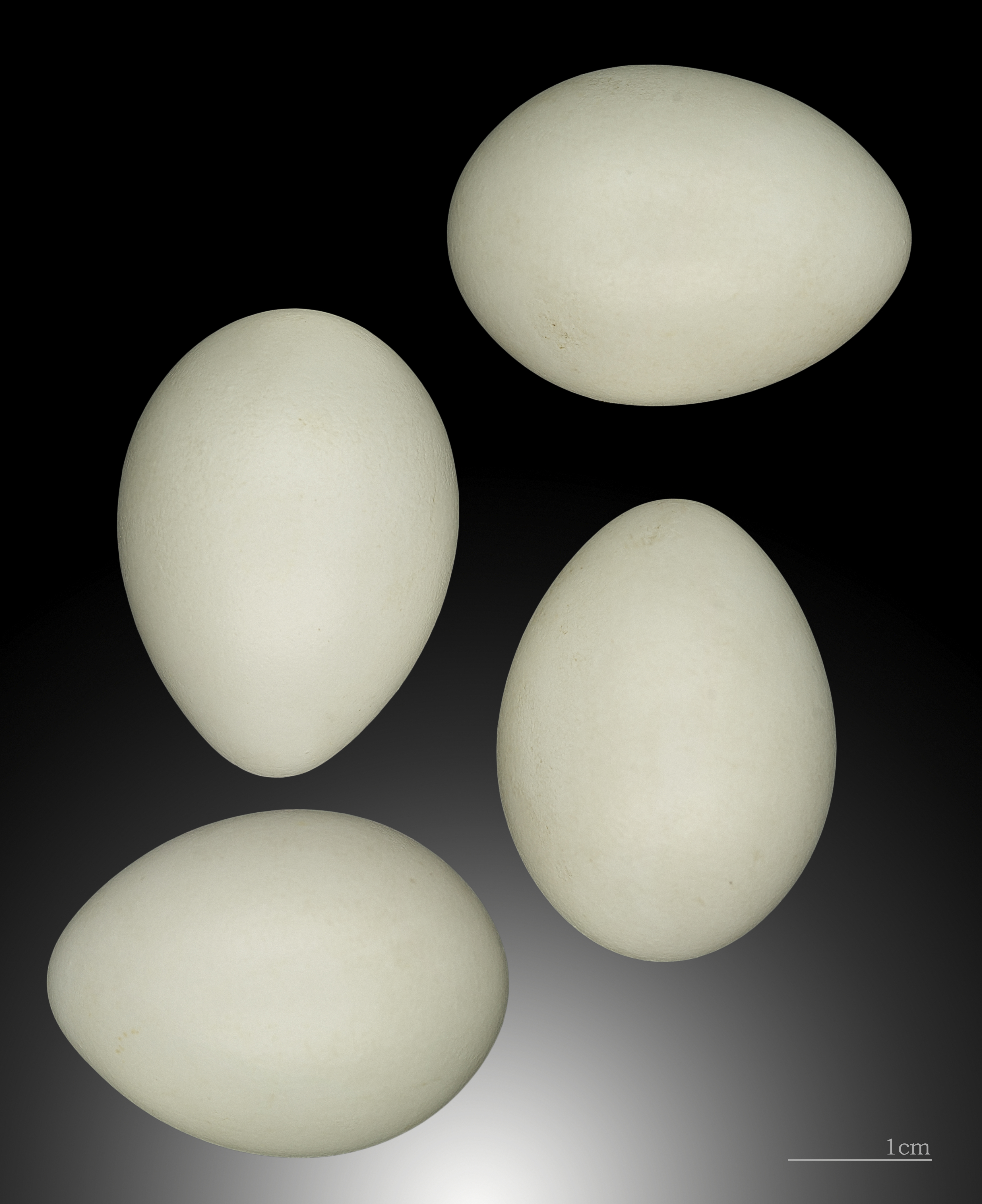
Vejce pěnkaváka sněžného (Montifringilla nivalis)

Hnízdí často mezi 1900–3100 m n. m., i v zimě výjimečně sestupuje pod 1000 m. Výjimečně zalétl také do České republiky, po roce 1950 byl pozorován jen jednou (v říjnu 1968 na Vozkovi v Hrubém Jeseníku).